# Финансовая деятельность Церкви саентологии
Согласно указаниям Хаббарда, саентологам платят комиссию за каждого привлечённого ими клиента, таким образом у саентологов есть материальный стимул рекламировать саентологию. Кроме того, зарубежные отделения Церкви саентологии платят головной организации около 10 % от своих доходов. По этой причине саентологию сравнивают с финансовой пирамидой.
Плата за одитинг и знакомство с учением в Церкви саентологии может составлять десятки и сотни тысяч долларов. Центр религиозной технологии жёстко контролирует использование саентологических символов и названий. Юристы Центра угрожают судебными исками частным лицам и организациям, использующим эти символы и названия без разрешения в книгах и на сайтах.
Поэтому отдельным группам сложно открыто практиковать саентологию независимо от Церкви саентологии, поскольку последняя подаёт в суд на тех, кто пытается организовать свои собственные сеансы одитинга. Они используют законы о защите авторских прав и торговых марок для борьбы с такими конкурентами. Тем не менее, коммерческие организации Свободной зоны по своей структуре фактически копируют структуру Церкви саентологии, хотя и имеют меньший размах деятельности и большую аморфность.
Церковь саентологии и связанные с ней организации владеют большим количеством недвижимости по всему миру, её стоимость предположительно составляет сотни миллионов долларов. Хаббарда обвиняли в том, что религиозная сторона саентологии — всего лишь средство для ухода от уплаты налогов и от ответственности за ложные обещания медицинского характера.

## Судебные процессы
Суды многих стран рассматривали вопрос о том, является ли деятельность Церкви саентологии коммерческой. В частности, суд в Штутгарте (Германия) от 30.01.1985 года указал, что «...сам по себе факт платности предлагаемых религиозным объединением [Церковью саентологии Штутгарта] услуг, деятельности, обслуживания и пр. не может служить основанием для предположения, что речь в данном конкретном случае идёт о занятии промысловой [коммерческой] деятельностью. …Такое предположение не применимо к случаю, когда подобная деятельность имеет прямое отношение к религии и отправлению религиозных убеждений, служит ей и при разумной оценке не представляет собой религиозно-нейтрального события». Суд отказался принять «простые ложные допущения», основанные на публикациях в СМИ, о якобы коммерческом характере деятельности саентологов, и пришёл к выводу, что «частично имевшая место платность товаров и услуг, в пользу которых проводилась (побочно) реклама, настолько отступает на второй план перед лицом миссионерских целей и однозначно религиозного характера деятельности, что не может быть и речи о преследовании промысловой [коммерческой] цели».
Суд федеральной земли Гамбург (Германия) в своём решении от 24 февраля 1988 г. указал, что деятельность Церкви саентологии, даже если она приносит «немалый доход», не может рассматриваться как коммерческая, поскольку получение прибыли не является её целью. Суд отметил: «…И христианские церкви Германии требуют плату за культовые обряды и получают деньги за религиозную литературу и т. п. Это им необходимо, чтобы покрывать расходы. […] Тот факт, что [у саентологов] в отдельных случаях может возникать превышение доходов над расходами, этому не противоречит, поскольку и у других церквей возникает указанное превышение, которое они в той или иной форме используют для собственных нужд».
В решении апелляционного суда от 1 августа 1995 года в деле «Элфрида Фашинг против Городского совета Вены» Независимый суд Вены по административным делам указал, что «Несомненно, Церковь саентологии взимает высокие платежи за предоставление отдельных услуг, „успех“ от которых не может быть гарантирован. Практически все сообщения в печати лишь критикуют и отвергают Саентологию… С другой стороны, реальная и серьезная форма религии предполагает определенные жертвы, например, обязательное ношение паранджи или запрет на алкоголь, пост, соблюдение заповедей в Исламе, соблюдение Моиссевых законов… В этом отношении оплата высоких взносов, например, за курс „Саентологического одитинга“ в Церкви саентологии, несомненно, представляет собой финансовую жертву, которая не может считаться большей жертвой, нежели обычные серьезные ограничения, которые накладывают на себя последователи других религиозных общин…» Суд  отметил, что «если взрослые люди считают, что спасение является чем-то вроде товара, который они могут приобрести, и хотят ради этого тратить большие суммы денег, Независимый суд Вены по административным делам считает, что вмешательство государства не является необходимым в том, чтобы удерживать их от этого». Суд также указал, что «апеллянт [Церковь Саентологии Австрии] смог представить достаточно доказательств, чтобы окончательно убедить нас в том, что вменяемые в вину действия осуществлялись ради религиозных целей в соответствии с учением Саентологии, а не ради коммерческих целей. Кроме того, было показано, что средства, получаемые от осуществления этих действий, используются для финансирования религиозных целей организации, и не используются отдельными членами организации».
В сообщении на официальном сайте CESNUR указывается, что 1997 году Верховный кассационный суд Италии, рассматривая обвинение в том, что основная цель саентологии состоит в зарабатывании денег, указал, что, «хотя в мизерной части письменных работ Хаббарда (которые в сумме насчитывают „около 8000 произведений“) выражен „чрезмерный“ интерес к деньгам», но, «возможно, он покажется гораздо менее чрезмерным, если рассмотреть, как Римско-католическая церковь получала деньги в прошлом». Сайт CESNUR отметил, что суд «сослался на историю Анании и Сапфиры в Деяниях апостолов (они умерли, потому что оставили себе часть денег, вырученных от продажи собственности, и солгали священнику об их количестве вместо того, чтобы отдать ему всё), на практику продажи индульгенций во времена позднего средневековья и на то, что итальянские католические церкви обычно прикрепляли к дверям „список предлагаемых услуг (мессы и т. п.) с указанием стоимости“». Также сайтом отмечается, что суд не нашёл никаких доказательств того, что «„продажи“ в саентологии организованы ради личного обогащения лидеров. Он рассмотрел получение саентологами денег как лишь промежуточную цель, поскольку „согласно стратегии основателя (Хаббарда), новообращённых находят и организуют посредством продажи и предоставления дианетики и саентологии“, тогда как конечная цель этой деятельности — „обращение в веру“, и эта цель „абсолютно типична для любой религии“.» Суд сослался на заключение учёных о том, что «саентология является религией, имея своей целью „освобождение человеческого духа через познание божественного духа, который присутствует в каждом человеке“».  
Церковь саентологии заявляет, что административный суд Штутгарта признал деятельность Церкви саентологии некоммерческой в 1999 году.
Однако в множестве судов саентология неоднократно признавалась бизнесом. В качестве примера можно привести вашингтонскую Founding Church of Scientology, получившую освобождение от налогов в 1956 году на основании, что она «основана и управляется исключительно для религиозных целей, и никакие её доходы не перечисляются частным лицам». Этот статус был отменён в 1958 году на основании того, что (согласно Министерству юстиции США) «наиболее активная и значимая деятельность Церкви направлена на получение существенной прибыли» и «основатель организации (Л. Рон Хаббард) сохраняет полный контроль и получает существенные суммы как с самой организации, так и от сети партнеров».
В ходе рассмотрения дела было установлено, что Хаббард за четыре года лично получил более 108 тысяч долларов от Церкви и партнёров. Кроме того, Церковь саентологии заплатила за автомобиль Хаббарда и за его жилье, Мэри Сью Хаббард получила более 10 тысяч сдавая собственность в аренду Церкви саентологии, а дочь Хаббарда, Кэй, получила $3 242 «в качестве жалования» (англ. generally designated as salary or wages), но «в записях отсутствовало упоминание о какой-либо работе, выполненной мисс Хаббард [для Церкви саентологии]» (англ. the record is devoid of any evidence showing services performed by Miss Hubbard for [the Church].).
Претензионный суд США постановил, что семья Хаббарда извлекала личную выгоду из деятельности организации.
В ответ на запрос Церкви саентологии предоставить ей статус религиозной организации в Германии, в 1996 году в земле Баден-Вюртемберг было проведено расследование деятельности Церкви саентологии. Согласно результатам этого расследования, на момент публикации результатов основным источником доходов Церкви саентологии была плата за учебные курсы и литературу. Такие издания, как «The Ups and Downs of Life», «Hubbard’s Key to Life», «Intensive Auditing» и т. д. продавались по ценам от 182.50 до 30000 немецких марок — то есть приблизительно от $119 до $19560 в современных долларах.[уточнить]

## Высказывание о религии как средстве обогащения
Писатели-фантасты, знавшие Хаббарда, такие как Харлан Эллисон, Теодор Старджон, Сэм Московиц, Нейсн Химмел (англ. Neison Himmel), Сэм Мервин, Ллойд Артур Эшбах и Лайл Стюарт, утверждают, что Хаббард неоднократно говорил, что можно разбогатеть, основав религию. Основатель Общества скептиков историк и популяризатор науки Майкл Шермер в 2011 году в журнале Scientific American отметил следующее относительно рассказа Эллисона о том, при каких обстоятельствах Хаббардом впервые была высказана мысль о создании новой религии: 

Вместо того, чтобы печатать легенду как факт, я недавно взял интервью у известного писателя-фантаста Харлана Эллисона, который сказал мне, что он присутствовал при зарождении саентологии. На встрече в Нью-Йорке с группой писателей-фантастов под названием Hydra Club Хаббард жаловался Л. Спрэг де Кампу и остальным на то, что пишет за гроши. «Тогда Лестер дель Рей сказал в шутку: „Что вам действительно необходимо сделать так это создать религию, потому что она не облагается налогом“, и в этот момент все в зале начали высказывать идеи для этой новой религии. Таким образом, идея была гештальтом, который Рон уловил и усвоил детали. Затем он изложил её в виде статьи „Дианетика: новая наука о разуме“ и продал Джону В. Кэмпбеллу-младшему, который опубликовал её в Astounding Science Fiction в 1950 году». Оригинальный текст (англ.)So did its founder, writer L. Ron Hubbard, just make it all up--as legend has it--to create a religion that was more lucrative than producing science fiction? Instead of printing the legend as fact, I recently interviewed the acclaimed science-fiction author Harlan Ellison, who told me he was at the birth of Scientology. At a meeting in New York City of a sci-fi writers' group called the Hydra Club, Hubbard was complaining to L. Sprague de Camp and the others about writing for a penny a word. "Lester del Rey then said half-jokingly, 'What you really ought to do is create a religion because it will be tax-free,' and at that point everyone in the room started chiming in with ideas for this new religion. So the idea was a Gestalt that Ron caught on to and assimilated the details. He then wrote it up as 'Dianetics: A New Science of the Mind' and sold it to John W. Campbell, Jr., who published it in Astounding Science Fiction in 1950."
Журнал Reader’s Digest за май 1980 года приводит слова, приписываемые Хаббарду:
«Писать за гроши просто смешно. Если человек действительно хочет заработать миллион долларов, то лучший способ — это основать собственную религию».Оригинальный текст (англ.)"Writing for a penny a word is ridiculous. If a man really wants to make a million dollars, the best way would be to start his own religion.
Академик Л. Н. Митрохин, предлагает другой перевод: «Смешно писать, получая пенс за слово. Если кто-либо действительно желает сделать миллион долларов, лучший путь к этому — основать собственную религию». Доступно нотариально заверенное утверждение Сэма Московица, где он заявляет, что 7 ноября 1948 года Хаббард сказал:
«Нельзя разбогатеть на научной фантастике. Если вы хотите разбогатеть, надо основать религию».
С другой стороны, доступны нотариально заверенные утверждения других писателей об обратном. В частности, Джей Кей Клейн (англ. Jay Kay Klein) утверждал:
«7 ноября 1948 года я присутствовал на собрании Восточной ассоциации научной фантастики в Нью-Джерси. Л. Рон Хаббард был представлен Сэмом Московицем как „человек Возрождения“, с перечислением его заслуг и достоинств, позволивших так его назвать. Ни в каком месте лекции Л. Рона Хаббарда, которая воспоследовала, я не помню каких-либо высказываний о религии как о средстве получения денег, я также не помню ничего подобного во время ответов на вопросы. И действительно, подобное высказывание было бы неуместным в дискуссии о будущем человечества на нашей планете». Оригинальный текст (англ.)On November 7, 1948, I attended a meeting of the Eastern Science Fiction Association at Slovak Sokol Hall in Newark, New Jersey. L. Ron Hubbard was introduced by Sam Moskowitz as a "Renaissance Man", citing his attainments and accomplishments for this designation. Nowhere in L. Ron Hubbard's lecture that followed do I recall there having been mention of religion as a means of acquiring money, nor do I recall anything of this nature in the following quesiton and answer period. Indeed, such material would have been out of place in a talk about the future course of events as they would affect human beings on this planet.
Другой писатель, Дэвид Кайл, утверждал:
«7 ноября 1948 года я был на собрании Восточной ассоциации научной фантастики, где основным оратором был Л. Рон Хаббард. Аудитория состояла из писателей в жанре научной фантастики и поклонников этого жанра. … Я слышал, что много лет спустя Сэм Московиц утверждал, что на этом собрании Л. Рон Хаббард высказался о создании религии ради того, чтобы делать деньги. Я не могу вспомнить такого высказывания Хаббарда. Я знаю Сэма Московица лично и как профессионал уже более 60 лет. … Я знаю, что он склонен делать утверждения ради того, чтобы произвести впечатление или доказать свою точку зрения, и он иногда преподносит как факт то, что не соответствует или не вполне соответствует действительности». Оригинальный текст (англ.)On November 7, 1948, I attended a meeting of the Eastern Science Fiction Assocication where L. Ron Hubbard was the main speaker. The audience was composed of writers of science fiction and fans of the genre. ... I have heard many years later that ... Sam Moskowitz claimed that turing this meeting, L. Ron Hubbard made a remark about creating a religion in order to make money. I cannot recollect such a remark. I knew Sam Moskowitz, personally and professionally, for almost sixty years. ... I am aware that he was apt to make remarks for the purpose of effect or to make a point and would sometimes state as facts things which were untrue or not accurate.
В другом нотариально заверенном документе Дэвид Кайл поясняет о том же собрании:
«Аудитория собрания 1948 года состояла из агностиков и атеистов, и если бы любое подобное высказывание там прозвучало, это была бы шутка и собравшиеся восприняли бы его как шутку». Оригинальный текст (англ.)The audience of the 1948 meeting was composed of agnostics and atheists and if any such a statement would have been made, it would have been a joke and understood as such by the audience.
В саентологической литературе можно встретить ссылки на решение германского суда (г. Мюнхен), в котором цитата про религию признана не подтверждённым слухом. Также представители организации высказывают предположение, что этот слух возник, когда цитату из Джорджа Оруэлла ошибочно приписали Хаббарду. Robert Vaughn Young, оставивший организацию в 1989 году, утверждает, что он лично нашёл эту цитату, — письмо 1938 года, где Оруэлл написал «можно получить кучу бабла, если основать новую религию».

Религиовед Джеймс Льюис называет высказывание о миллионе долларов «часто цитируемым, но, вероятно, недостоверным», соглашаясь с более ранним (1987 г.) исследованием Хариет Уайтхед:
«Если рассмотреть это в контексте долговременных целенаправленных усилий Хаббарда по усовершенствованию, обнародованию и защите его системы идей, даже в неблагодарные в финансовом плане годы, а также в свете баррикад секретности, теорий заговора и оборонительных судебных процессов, которыми он окружил свою атакуемую организацию, — эти черты указывают не на жажду обогащения, а скорее на тягу к самомнению, характерную для провидцев-мечтателей, будь то эксцентричных или нет».
В 1986 году журналист Ричард Бихар в журнале Forbes оценил состояние Хаббарда как
«не менее 200 миллионов долларов, вполне возможно — гораздо больше».Оригинальный текст (англ.)Altogether, FORBES can total up at least $200 million gathered in Hubbard's name through 1982. There may well have been much more.

## Цены
| Название шага           | Приблизительное число занятий | Цена одного занятия | Общая цена (приблизительно) |
| ----------------------- | ----------------------------- | ------------------- | --------------------------- |
| Life Repair             | 2 × 12.5 часов                | $5,600              | $11,200                     |
| Purification Rundown    |                               | $2,560              | $2,560                      |
| TRs & Objectives        | 2 × 12.5 часов                | $5,600              | $11,200                     |
| Drug Rundown            | 2 × 12.5 часов                | $5,600              | $11,200                     |
| ARC Straightwire        | 2 × 12.5 часов                | $5,600              | $11,200                     |
| Grade 0                 | 3 × 12.5 часов                | $5,600              | $16,800                     |
| Grade 2                 | 2 × 12.5 часов                | $5,600              | $11,200                     |
| Grade 3                 | 2 × 12.5 часов                | $5,600              | $11,200                     |
| Grade 4                 | 2 × 12.5 часов                | $5,600              | $11,200                     |
| New Era Dianetics       | 3 × 12.5 часов                | $5,600              | $16,800                     |
| Clear Certainty Rundown | 1 × 5 часов                   | $2,800              | $2,800                      |
| Всего до клира          |                               |                     | $128,560                    |
| *Solo Course Part 1 —   |                               | $3,200              | $3,200                      |
| *OT Preparations        | 2 × 12.5 часов                | $3,300              | $6,600                      |
| *Solo Course Part 2 —   |                               | $1,900              | $1,900                      |
| *OT Eligibility         | 2 × 12.5 часов                | $3,300              | $6,600                      |
| *OT I                   |                               | $2,000              | $2,000                      |
| *OT II                  |                               | $3,800              | $3,800                      |
| *OT III                 |                               | $6,500              | $6,500                      |
| OT IV                   | ?2 × 12.5 часов               | $6,500              | $13,000                     |
| OT V                    | 4 × 12.5 часов                | $7,400              | $29,600                     |
| OT VI set-ups           | 2 × 12.5 часов                | $9,250              | $18,500                     |
| OT VI                   |                               | 12,800              | $12,800                     |
| Pledge Intensive        | 1 × 12.5 часов                | $9,250              | $9,250                      |
| OT VII                  |                               | $3,500              | $3,500                      |
| OT VII C/Sing (в год)   | 2 года                        | $3,200              | $6,400                      |
| OT VIII                 |                               | $10,000             | $10,000                     |
| OT VIII auditing        | ?2 × 12.5 часов               | $7,400              | $14,800                     |
| Всего до OT VIII        |                               |                     | $277,010                    |

Суммы выше приведены с учётом скидки для членов Международной ассоциации саентологов (IAS).
У Flag Service Organization другие тарифы (см. ниже).

## Профессиональные одиторы
Берите деньги вперёд. Не давайте гарантий. Подчеркивайте его духовное значение и ценность. Не обещайте исцелений. И НЕ торопите их проходить одитинг. Довольно таки скоро они сами будут о нём умолять.
На самом деле, предоставляйте его, чтобы услужить человеку. Попробуйте раздавать его бесплатно. Вы обнаружите, что не сможете. Не делайте это только потому, что это «добыча преклира». Это намного большее. Это улучшит ваше финансовое положение и позволит вашей церкви развиваться. — Л. Рон Хаббард, Ability, сентябрь 1955 года.
Оригинальный текст (англ.)Take it cash in advance. Guarantee nothing. Make sure you stress its spirtual slant and value. Steer clear of promising cures. AND DON’T rush them into auditing. They’ll beg for it soon enough.

Actually do this to be of service to man. Try to give it away. You’ll find you can’t.  Don’t use this just because it’s a ‘preclear getter’, it’s a lot more than that. It will put you in financial condition and get your church going. 

Согласно Церкви саентологии, существенную долю дохода внештатных одиторов обычно составляет 15 % комиссия, которую им платят за направление новых клиентов в саентологические центры.

Вот пример: вы отправляете преклира в ближайшую организацию, и она покупает Academy Training за $8000. С этих денег вы получаете комиссию 15% ($1200).

   Если за год вам удастся направить 20 преклиров в организацию и они сделают аналогичные покупки, то вы получите $24000 дохода.
Внештатные одиторы также берут деньги собственно за одитинг, что также может приносить существенный доход:

Вы можете хорошо заработать даже если у вас всего 3 платящих преклира в неделю — хотя вскоре у вас их будет гораздо больше. Просто посмотрите на следующий расчёт.
Вы одитируете двух преклиров по цене IAS в $3 200* за 12 с половиной часов. Вы платите 10% IHELP, вам остаётся 90%.
У вас доход $5760 за одну неделю.
Вы одитируете трёх преклиров по цене IAS в $3 200* за 12 с половиной часов. Вы платите 10% IHELP, вам остаётся 90%.
У вас доход $8640 за одну неделю.
* Курс в 12 с половиной часов стоит $4 000 в Class V Org. С учетом 20% скидки IAS, цена составляет $3 200.

## Саентологические учебные курсы
Учебные курсы в Церкви саентологии стоят от 35 долларов до десятков тысяч долларов. Например, курсы Organizational Executive Course и Flag Executive Briefing Course стоят $32 000 и $27 000, соответственно.

### Уголовный процесс
7 июня 2012 года в Калининграде было возбуждено уголовное дело против руководителя тренинговой компании, являющаяся членом Международного института саентологических предприятий (WISE) и использующей сайентологические технологии управления в персональном консультировании для предпринимателей — руководителей и сотрудников фирм. Его подозревают в незаконном предпринимательстве. По предварительным данным, доход компании от незаконной образовательной деятельности в год составлял от 2 до 4 млн рублей.

## Отзывы
Некоторые исследователи утверждают, что Хаббард провозгласил изобретённые им практики религиозными из прагматических соображений. Так, в письме 1953 года (когда Церковь саентологии ещё не существовала) Хаббард, выдвигая идею назвать свою систему религией, писал, что «религиозная грань» начинает казаться ему всё более логичной, и что это «вопрос практичности». 
Отметив, что некоторые его коллеги признают саентологию религией, социолог Стивен Кент отмечает: «Вместо того, чтобы спорить, признавать саентологию религией или нет, я считаю гораздо более целесообразным рассматривать её как многогранную транснациональную корпорацию, только одна сторона которой — религия». (Курсив автора).

Религиовед Фрэнк К. Флинн в интервью для Washington Post замечает, что есть ряд способов получить саентологические услуги бесплатно, например, путём волонтёрской работы в местной церкви. Он также уподобляет саентологическую практику в финансовой сфере практикам других религий, к числу которых относятся:
«Фиксированная десятина, которую требуют от своих членов определённые евангельские церкви или мормоны. Во многих еврейских синагогах всё ещё есть установленная цена за сиденье во время главных праздников. Католики раньше взимали фиксированный сбор за крещение, венчание и так далее, и по сей день прихожане этой церкви „предлагают“ (они должны предложить!) внести плату за подобные услуги».
А на замечание собеседника о том, что быть последователем христианства можно независимо от наличия или отсутствия денежных вкладов, Флинн отвечает:
«На ранних стадиях христианства новообращённые очень часто отдавали церкви всю свою собственность. Прочитайте Деяния апостолов, 4!»
Флинн также упоминает о том, что саентология освобождена от налогов, наравне с другими религиями, и утверждает:
«Лидеры саентологической церкви получают сравнительно скромное жалованье, которое и рядом не стояло со средствами евангелистов Билли Грэма, Бенни Хинна или Джойс Майер!».
Философ, доктор философских наук, доктор экономических наук, профессор А. И. Субетто утверждает, что в дианетике и саентологии Хаббард сделал принцип «человек человеку — волк» основным, а отсюда «все, кто не исповедует догматы хаббардазма — „сапрессоры“, которых надо уничтожать, потому что они мешают процессу наращивания капитала „церкви Саентологии“ для достижения цели — господства над человечеством, а затем и над всем космическим миром, в том числе и над христианским „божьим царством“».

Американский историк и популяризатор науки Майкл Шермер, сравнивая саентологические практики с ведущими религиями, отмечал:
«Представьте себе обратиться в иудаизм и платить за курсы, чтобы услышать сказание про Авраама или Исаака, о Ное и потопе, Моисея и десяти заповедях. Или вообразите прийти в Католическую церковь, но не говорить о распятии и воскресении до того, как вы получите Оперирующий теологический уровень III, который может быть достигнут лишь по прошествии многих лет и десятков тысяч долларов за проводящиеся церковью курсы»Оригинальный текст (англ.)Envision converting to Judaism but having to pay for courses in order to hear the story of Abraham and Isaac, Noah and the flood, or Moses and the Ten Commandments. Or imagine joining the Catholic Church but not being told about the crucifixion and the resurrection until you have reached Operating Theological Level III, which can only be attained after many years and tens of thousands of dollars in church-run courses.

.
Религиовед, кандидат философских наук, доцент кафедры общей социологии и феминологии ИвГУ Т. П. Белова отмечает, что «Это организация, которая активно работает с сознанием людей, с психикой. Очень активно использует методы внушения и очень активно занимается коммерческой деятельностью. В Германии, например, эта организация признана коммерческой».
Философ, доктор философских наук, доктор экономических наук, профессор А. И. Субетто отмечает, что в дианетике и сантологии Хаббард сделал принцип «человек человеку — волк» основным, а отсюда «все, кто не исповедует догматы хаббардазма — „сапрессоры“, которых надо уничтожать, потому что они мешают процессу наращивания капитала „церкви Саентологии“ для достижения цели — господства над человечеством, а затем и над всем космическим миром, в том числе и над христианским „божьим царством“»

Кандидат философских наук, религиовед А. Л. Бурова отмечает, что 
Саентология и Трансцендентальная медитация стали одними из первых крупных НРД, которые начали брать установленную фиксированную плату со своих адептов.
Религиовед, кандидат философских наук, доцент кафедры общей социологии и феминологии ИвГУ Т. П. Белова отмечает, что «Это организация, которая активно работает с сознанием людей, с психикой. Очень активно использует методы внушения и очень активно занимается коммерческой деятельностью. В Германии, например, эта организация признана коммерческой».